# Kolačkov
Kolačkov (slowakisch bis 1927 auch „Kolačkovo“; deutsch Klautsch, Klotsch oder Klotz, ungarisch Kalács – bis 1907 Kolacskó) ist eine Gemeinde im Nordosten der Slowakei mit 1281 Einwohnern (Stand 31. Dezember 2024), die zum Okres Stará Ľubovňa, einem Teil des Prešovský kraj, gehört und zur traditionellen Landschaft Zips gezählt wird.

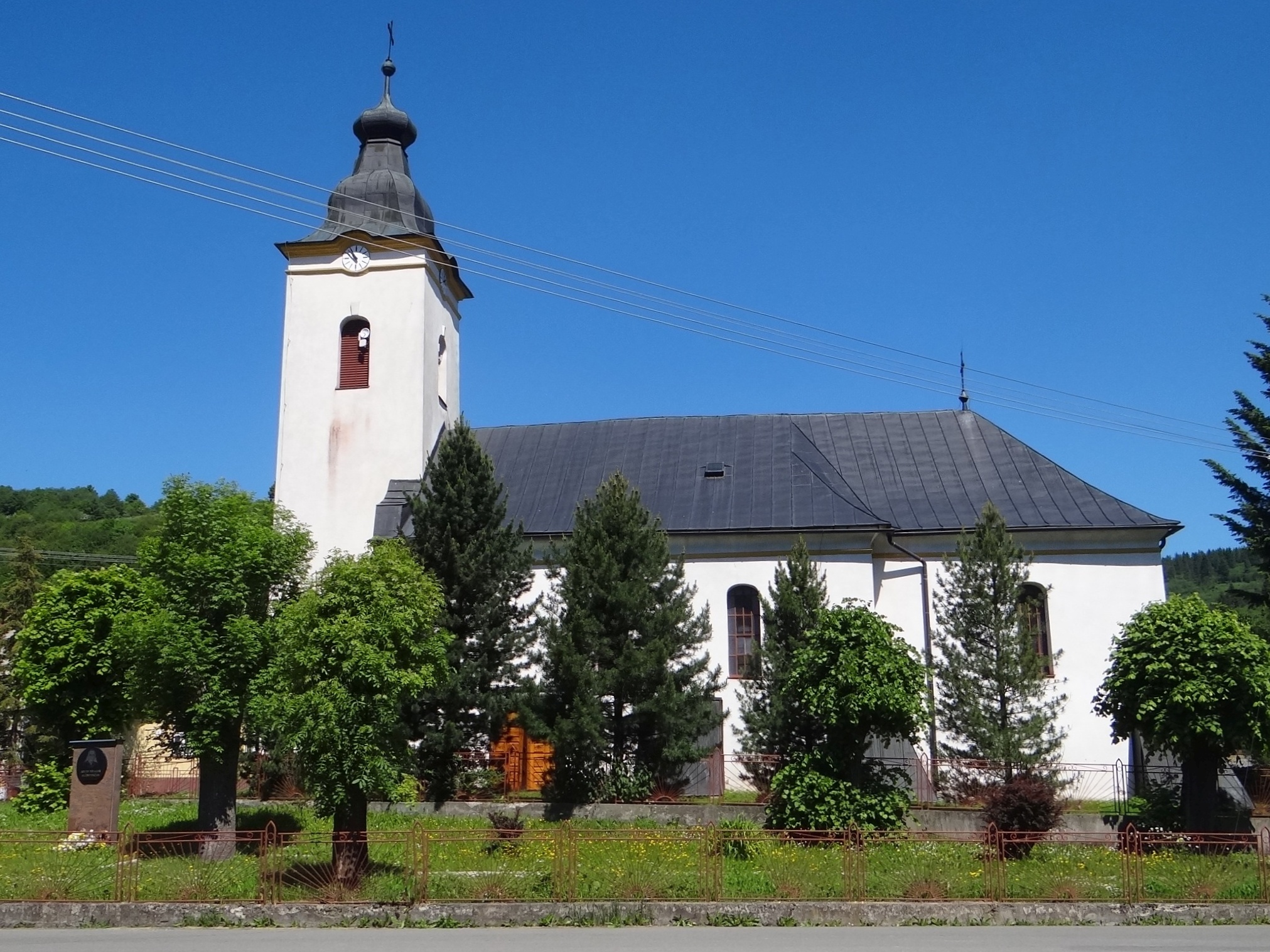
Kirche

## Geographie
Die Gemeinde befindet sich am nördlichen Rande der Leutschauer Berge im Tal des Baches Kolačkovianka (Flusssystem Poprad). Das Ortszentrum liegt auf einer Höhe von 648 m n.m. und ist acht Kilometer von Stará Ľubovňa entfernt.
Nachbargemeinden sind Hniezdne im Norden, Nová Ľubovňa im Osten, Jakubany im Südosten und Lomnička im Südwesten.

## Geschichte
Kolačkov entstand Ende des 13. Jahrhunderts auf einem im Jahre 1293 der Zipser Propstei geschenkten Stück Land und wurde zum ersten Mal 1361 als Kolach schriftlich erwähnt. 1828 zählte man 127 Häuser und 923 Einwohner, die in der Forst- und Landwirtschaft, als Hirten, Leineweber sowie als Hersteller von hölzernen Werkzeugen beschäftigt waren. Im 19. Jahrhundert arbeitete hier ein kleines Hammerwerk.
Bis 1918 gehörte der im Komitat Zips liegende Ort zum Königreich Ungarn und kam danach zur Tschechoslowakei beziehungsweise heute Slowakei.

## Bevölkerung
| Jahr                | 1994 | 2004     | 2014     | 2024    |
| ------------------- | ---- | -------- | -------- | ------- |
| Anzahl der Personen | 940  | 1043     | 1296     | 1281    |
| Unterschied         |      | +10,95 % | +24,25 % | −1,15 % |

| Jahr                | 2023 | 2024    |
| ------------------- | ---- | ------- |
| Anzahl der Personen | 1271 | 1281    |
| Unterschied         |      | +0,78 % |

Gemäß der Volkszählung 2011 wohnten in Kolačkov 1233 Einwohner, davon 1142 Slowaken, drei Roma, jeweils zwei Polen und Russinen und ein Ukrainer. 83 Einwohner machten diesbezüglich keine Angabe. 1122 Einwohner bekannten sich zur römisch-katholischen Kirche, 26 Einwohner zur griechisch-katholischen Kirche. Ein Einwohner war konfessionslos und bei 83 Einwohnern wurde die Konfession nicht ermittelt.

## Bauwerke
- römisch-katholische Erzengel-Michael-Kirche, zuerst gegen 1300 im gotischen Stil erbaut, 1787 umgebaut und klassizistisch gestaltet